# LGBT-sletning
LGBT-sletning (eller queer sletning) vedrører tendensen til at fortrænge homoseksuelle, biseksuelle, transkønnede (LGBT), sommetider udvidet med queer (LGBTQ), interkønnede, aseksuelle og andre (LGBTQIA+), grupper eller personer bevidst eller utilsigtet, samt at afvise eller nedtone deres betydning. Denne sletning kan finde sted i skriftlige og mundtlige omstændigheder/kilder, herunder populære og videnskabelige tekster.

## I den akademiske verden og medierne
Queer-historiker Gregory Samantha Rosenthal refererer til queer sletning i beskrivelsen af udelukkelsen af LGBT-historie fra offentlig historie, som kan forekomme i urbane sammenhænge via gentrificering. Rosenthal siger, at dette resulterer i "fordrivelse af queer folk fra offentligheden". Cáel Keegan beskriver manglen på passende og realistisk repræsentation af queer personer, hiv-positive mennesker og queer mørkhudede som værende en form for æstetisk gentrificering, hvor der tilegnes plads fra queer folks fællesskaber, hvor queer personer ikke får nogen kulturel repræsentation.
Sletning af LGBT-personer har også fundet sted i medicinsk forskning og skoler, såsom i tilfældet med AIDS-forskning, der ikke omfatter lesbiske befolkninger. Medicin og den akademiske verden kan være steder, hvor synlighed produceres eller slettes, som f.eks. udelukkelse af homoseksuelle og biseksuelle kvinder i hiv-diskurser og -undersøgelser eller manglen på opmærksomhed på LGBT-identiteter i håndteringen af antimobbediskurs i skolerne.

## Heteroseksualisering
Heteroseksualisering (også kaldt straightwashing på engelsk) er en form for queer sletning, der refererer til fremstillingen af LGBT-personer, fiktive karakterer eller historiske personer som heteroseksuelle. Det ses mest fremtrædende i skønlitterære værker, hvor karakterer, der oprindeligt blev portrætteret som eller beregnet til at være homoseksuelle, biseksuelle eller aseksuelle, er forkert fremstillet som heteroseksuelle.

## Biseksuel sletning
Biseksuel sletning, også kaldet biseksuel usynlighed, er tendensen til at ignorere, fjerne, forfalske eller genforklare beviser for biseksualitet i historien, den akademiske verden, nyhedsmedierne og andre primære kilder.
I sin mest ekstreme form kan biseksuel sletning omfatte troen på, at biseksualitet i sig selv ikke eksisterer. Biseksuel sletning kan omfatte påstanden om, at alle biseksuelle individer er i en fase og snart vil "vælge en side", enten heteroseksuelle eller homoseksuelle. En anden almindelig variant af biseksuel sletning involverer at acceptere biseksualitet hos kvinder, mens man nedtoner eller afviser gyldigheden af biseksuel identitet hos mænd. En overbevisning, der ligger til grund for biseksuel sletning, er, at biseksuelle individer er udpræget ubeslutsomme. Misrepræsentationer af biseksuelle individer som hyperseksuelle sletter biseksuelles seksuelle handlekraft og sletter også effektivt deres sande identitet.
Biseksuel sletning er ofte en manifestation af biseksuel fobi, selvom det ikke nødvendigvis involverer åbenlys antagonisme. Sletning resulterer ofte i, at biseksuelle identificerende individer oplever en række ugunstige sociale møder, da de ikke kun skal kæmpe med at finde accept i det generelle samfund, men også i LGBT-samfundet. Biseksuel sletning er en form for stigmatisering og fører til negative psykiske konsekvenser for mennesker, der identificerer sig som biseksuelle eller lignende, såsom panseksuelle.

## Lesbisk sletning
Lesbisk sletning er en form for lesbisk fobi, der involverer tendensen til at ignorere, fjerne, forfalske eller genforklare beviser for lesbiske kvinder eller forhold i historien, den akademiske verden, nyhedsmedierne og andre primære kilder. Lesbisk sletning refererer også til tilfælde, hvor lesbiske problemer, aktivisme og identitet bliver mindre betonet eller ignoreret inden for feministiske grupper eller LGBT-samfundet.

## Trans-sletning
I 2007 diskuterede Julia Serano trans-sletning i den transfeministiske bog Whipping Girl. Serano udtalte, at transkønnede er "effektivt slettet fra offentlighedens bevidsthed" på grund af antagelsen, at alle er ciskønnede (ikke-transkønnede), eller at identifikation af transkønnede er sjælden. Begrebet transkønnet sletning er blevet understøttet af senere undersøgelser.

## Aromantisk og aseksuell sletning
Nogle gange slettes aromantiske (det vil sige ikke-romantiske) og aseksuelle mennesker, sammen med kønsneutrale personer, fra det udvidede akronym LGBTQIA, hvor nogle mennesker fejlagtigt hævder, at A'et står for Ally, mens det i virkeligheden står for aromantisk, aseksuel og køn.
Aromantiske mennesker bliver ofte slettet på grund af den samfundsmæssige forventning om, at alle trives med et eksklusivt romantisk forhold, noget som Elizabeth Brake har opfundet som begrebet amatonormativity. Aromantiske mennesker står over for fortsat pres og fordomme for at tilpasse sig de "sociale normer" og danne et permanent romantisk forhold såsom ægteskab.

## Interkøn-sletning
Interseksuelle og transkønnede individer bliver ofte slettet i folkesundhedsforskning, der blander biologisk og socialt køn. De snævre og ufleksible definitioner af biologisk og socialt køn i nogle lande betyder, at nogle interseksuelle og ikke-binære mennesker ikke er i stand til at få nøjagtige juridiske dokumenter eller identifikation, hvilket forhindrer deres adgang til offentlige rum, job, bolig, uddannelse og basale tjenester. Det er først for nylig, at begrebet juridiske rettigheder for interseksuelle er blevet overvejet, selv i LGBTI-aktivistkredse. Der er dog et voksende interkøn-aktivistsamfund, sådan som kampagner for interseksuelle menneskerettigheder og imod interseksuelle medicinske indgreb, som de ser som unødvendige og mishandling.